# 에마 나바로
에마 나바로(Emma Navarro, 2001년 5월 18일 ~)는 미국의 프로 테니스 선수이다. WTA가 정한 개인 최고 싱글 랭킹 세계 8위(2024년 9월 9일 달성)를 기록했으며, 2024년에는 최고 복식 랭킹 93위를 달성했다. 나바로는 WTA 투어에서 두 번의 단식 타이틀을 획득했고, 2024년 US 오픈에서 메이저 준결승에 진출했다.
나바로는 버지니아 대학교에서 대학 테니스를 치렀고 2021년에 NCAA 단식 선수권 대회에서 우승했으며, 이후 US 오픈 준결승에 진출한 최초의 여자 단식 NCAA 챔피언이 되었다. 호바트, 오스트레일리아에서 열린 2024 호바트 인터내셔널에서 첫 WTA 투어 타이틀을 획득했다.

## 경력

### 2019년: WTA 투어 데뷔
나바로는 2019년 프랑스 오픈 주니어 단식에서 준우승을 차지했고, 클로이 벡과 함께 2019년 프랑스 오픈 주니어 복식에서 우승했다. 또한 그들은 2019년 오스트레일리아 오픈 주니어 복식에서 준우승을 차지했다.
나바로는 사우스캐롤라이나에서 열린 2019년 찰스턴 오픈에서 와일드카드로 단식 및 복식 경기에 참가하여 WTA 투어 본선에 데뷔했다.

### 2020년-2022년: NCAA 챔피언, 메이저 데뷔
나바로는 전국 최고의 테니스 유망주로 평가받았으며, 이전에 더럼 (노스캐롤라이나주)의 듀크 대학교에 입학을 약속했지만 2020년 가을에 버지니아 캐벌리어스에 합류했다. 신입생 시절 단식에서 25승 1패를 기록하며 국내 랭킹 1위에 올랐다. 마이애미 대학교의 디펜딩 챔피언 에스텔라 페레즈-소마리바를 꺾고 2021년 NCAA 단식 챔피언십 결승전에서 시즌 유일한 패배를 설욕했다. 나바로는 로지 요한슨과 파트너를 이뤄 NCAA 복식 준결승에 진출했다. 나바로는 ITA 올해의 신인으로 선정되었고 혼다 스포츠 어워드 최종 후보에 올랐다. NCAA 우승으로 2021년 US 오픈 본선에 와일드카드를 받아 그랜드 슬램 토너먼트에 데뷔했다.
나바로는 2학년 때 단식에서 26승 2패를 기록하며 시즌을 전국 랭킹 2위로 마쳤지만, NC 스테이트의 애비게일 렌첼리에게 2022년 NCAA 단식 챔피언십 16강에서 패배했다. 다시 단식과 복식에서 올아메리칸에 선정되었고 혼다 스포츠 어워드 최종 후보에 올랐다. 2학년 이후 버지니아를 떠났다.

### 2023년: 첫 메이저 우승, 톱 40 진입
2023년 프랑스 오픈에서 와일드카드로 데뷔한 나바로는 럭키 루저인 에리카 안드레예바를 꺾고 메이저 대회 첫 승리를 거두며 2라운드에 진출했다. 나바로는 독일 바트홈부르크에서 열린 2023년 바트홈부르크 오픈에서 알리제 코르네를 꺾고 이어 레베카 마사로바가 은퇴하면서 WTA 투어 준결승에 처음으로 진출했다.
나바로는 스웨디시 오픈에서 올가 다니로비치에게 세 세트 접전 끝에 결승전에서 패배하며 준우승을 차지했다. US 오픈 첫 라운드와 샌디에고에서 열린 샌디에고 오픈에서 또 다른 준결승 진출에 이어 9월 18일 49위로 톱 50에 진입했다. 앨리샤 파크스와 페이턴 스턴스에 이어 2023년 톱 50에 진입한 세 번째 미국 선수가 되었다.
나바로는 싱글 랭킹 38위로 시즌을 마감하며 자신의 경력 중 가장 높은 연말 랭킹을 기록했다.

### 2024년: 첫 타이틀, 세계 8위, 수상
오클랜드 클래식에서 7번 시드인 페트라 마르티치를 꺾고 세 번째 준결승에 진출했으며, 호바트 인터내셔널에서 럭키 루저인 빅토리야 토모바를 세 세트만에 꺾고 두 번째 연속 준결승에 진출했다. 나바로는 중국 예선 통과자 위안 웨를 꺾고 토너먼트 데뷔전에서 첫 WTA 투어 결승에 진출했다. 나바로는 전 호바트 2회 챔피언 엘리스 메르텐스를 꺾고 첫 타이틀을  획득했다.
2024년 오스트레일리아 오픈에서 27번 시드로 처음으로 시드를 받은 나바로는 왕시위와 엘리사베타 코차레토를 꺾고 자신의 경력에서 처음으로 메이저 대회 3라운드에 진출했다. 그 결과, 나바로는 2024년 1월 29일 싱글 랭킹 23위로 톱 25에 진입했다.
샌디에고 오픈에서 3번 시드를 받은 카테르지나 시니아코바와 예선 통과자 다리아 새빌을 꺾고 준결승에 진출했다.
캘리포니아에서 열린 인디언웰스 마스터스에서 23번 시드를 받은 나바로는 우크라이나의 레시아 추렌코와 16번 시드인 엘리나 스비톨리나를 상대로 승리하며 4라운드에 진출했다. 나바로는 세계 2위이자 작년 준우승자인 아리나 사발렌카를 꺾고 자신의 경력에서 랭킹상 가장 큰 승리를 거두며 첫 WTA 1000 토너먼트 8강에 진출했다. 나바로는 2001년 세리나 윌리엄스가 8강전에서 린지 대븐포트를 꺾은 이후 처음으로 토너먼트에서 톱 2 상대를 물리친 미국 선수가 되었다.
그 결과, 나바로는 싱글 랭킹 톱 20에 진입했다.
다음 WTA 1000 토너먼트인 2024년 마이애미 오픈에서 20번 시드를 받은 예선 통과자 스톰 헌터와 12번 시드인 자스민 파올리니를 꺾고 4라운드에 진출했지만, 제시카 페굴라에게 세 세트 접전 끝에 패배했다. 나바로는 2024년 프랑스 오픈 3라운드에서 14번 시드인 매디슨 키스를 두 세트만에 꺾고 2024년 세 번째 메이저 대회에서 4라운드에 진출했다. 결국 2번 시드인 아리나 사발렌카에게 패배하며 2024년 6월 10일 세계 17위로 새로운 커리어 하이를 기록했다. 윔블던에서 나바로는 왕창, 오사카 나오미, 디아나 슈나이더, 그리고 세계 2위인 코코 고프를 상대로 승리하며 첫 메이저 8강에 진출했지만, 세계 7위이자 결국 결승 진출자인 자스민 파올리니에게 패배했다. 그녀의 활약으로 나바로는 2024년 7월 15일 싱글 랭킹 톱 15에 진입했다. 파리 하계 올림픽에 데뷔하여 3라운드에 진출했지만, 결국 금메달리스트인 정친원에게 패배했다.
캐나다 오픈에서 8번 시드를 받은 나바로는 마그다 리네테, 11번 시드인 마르타 코스튜크, 그리고 럭키 루저인 테일러 타운젠드를 꺾고 첫 WTA 1000 준결승에 진출했다. 나바로는 이어서 멕시코에서 새롭게 업그레이드된 WTA 500 몬테레이 오픈에서 카밀라 오소리오와 9번 시드인 막달레나 프레치를 꺾고 또 다른 준결승에 진출했다. 그 결과, 나바로는 2024년 8월 26일 세계 12위로 새로운 커리어 하이를 기록했다. US 오픈에서 13번 시드를 받으며 이 메이저 대회에서 처음으로 시드를 받은 나바로는 한 시간도 채 안 되는 시간에 안나 블링코바와 아란차 루스를 꺾고 3라운드에 진출했다. 19번 시드인 마르타 코스튜크를 상대로 승리하며 2024년 세 번째 메이저 대회 4라운드에 진출했다.
 다시 나바로는 디펜딩 챔피언이자 3번 시드인 고프를 꺾고 두 번째 메이저 8강에 연속 진출했다. 나바로는 파울라 바도사를 상대로 세트 스코어 승리를 거두며 첫 그랜드 슬램 준결승에 진출했고, 이어서 개인 최고 단식 랭킹 세계 8위로 상승했다. 2번 시드인 아리나 사발렌카에게 세트 스코어 패배했다.
비록 세계 8위였지만, 나바로는 윔블던 챔피언 바르보라 크레이치코바가 톱 20에 들면 메이저 우승자에게 출전권을 주는 WTA 규정 때문에 리야드, 사우디아라비아에서 열리는 WTA 파이널스 출전권을 놓쳤다. 나바로는 최근 질병으로 회복되지 않았다며 에이전트를 통해 대체 선수 자리를 거절했다.
12월, 나바로는 WTA로부터 올해의 가장 발전한 선수로 선정되었다.

## 개인 생활
에마 나바로는 억만장자 벤 나바로와 켈리 나바로의 딸이며, 전 미식축구 선수이자 코치였던 프랭크 나바로의 손녀이다. 이탈리아인 후손이다.
나바로는 찰스턴 시내에 있는 여학생 전용 사립 학교인 애슐리 홀에 다녔으며, 그곳에서 학교 테니스 대표팀에서 뛰었다. 동료 미국 테니스 선수인 대니엘 콜린스와 좋은 친구이며 그녀를 롤 모델로 여긴다.

## 성적 연표
| W | F | SF | QF | #R | RR | Q# | P# | DNQ | A | Z# | PO | G | S | B | NMS | NTI | P | NH |

WTA 투어, 그랜드 슬램 토너먼트, 빌리 진 킹 컵, 유나이티드 컵, 호프먼컵 및 올림픽 본선 결과만 승패 기록에 포함된다.

### 단식
| 토너먼트             | 2019   | 2020   | 2021 | 2022   | 2023   | 2024  | 2025  | SR          | 승–패       | 승률        |
| -------------------- | ------ | ------ | ---- | ------ | ------ | ----- | ----- | ----------- | ----------- | ----------- |
| 그랜드 슬램 토너먼트 |        |        |      |        |        |       |       |             |             |             |
| 오스트레일리아 오픈  | A      | A      | A    | A      | A      | 3R    | QF    | 0 / 2       | 6–2         | 75%         |
| 프랑스 오픈          | A      | A      | A    | A      | 2R     | 4R    | 1R    | 0 / 2       | 4–2         | 67%         |
| 윔블던               | A      | NH     | A    | A      | 1R     | QF    | 4R    | 0 / 3       | 7–3         | 70%         |
| US 오픈              | Q1     | A      | 1R   | A      | 1R     | SF    |       | 0 / 3       | 5–3         | 63%         |
| 승–패                | 0–0    | 0–0    | 0–1  | 0–0    | 1–3    | 14–4  | 7–3   | 0 / 11      | 22–11       | 67%         |
| 연말 챔피언십        |        |        |      |        |        |       |       |             |             |             |
| WTA 파이널스         | DNQ    | NH     | DNQ  | DNQ    | DNQ    | Alt/A |       | 0 / 0       | 0–0         | –           |
| 국가대표             |        |        |      |        |        |       |       |             |             |             |
| 하계 올림픽          | 미개최 | 미개최 | A    | 미개최 | 미개최 | 3R    | NH    | 0 / 1       | 2–1         | 67%         |
| WTA 1000             |        |        |      |        |        |       |       |             |             |             |
| 카타르 오픈          | NTI    | A      | NTI  | A      | NTI    | 3R    | 2R    | 0 / 2       | 2–2         | 50%         |
| 두바이 챔피언십      | A      | NTI    | A    | NTI    | A      | 2R    | 3R    | 0 / 2       | 2–2         | 50%         |
| 인디언웰스 마스터스  | A      | NH     | A    | 1R     | 2R     | QF    | 3R    | 0 / 3       | 4–3         | 57%         |
| 마이애미 마스터스    | A      | NH     | A    | A      | Q2     | 3R    | 2R    | 0 / 2       | 2–2         | 50%         |
| 마드리드 마스터스    | A      | NH     | A    | A      | A      | 3R    | 3R    | 0 / 2       | 2–2         | 50%         |
| 이탈리아 오픈        | A      | A      | A    | A      | A      | 2R    | 3R    | 0 / 2       | 1–2         | 33%         |
| 캐나다 마스터스      | A      | NH     | A    | A      | A      | SF    |       | 0 / 1       | 3–1         | 75%         |
| 신시내티 마스터스    | A      | A      | Q1   | A      | 1R     | 1R    |       | 0 / 2       | 0–2         | 0%          |
| 과달라하라 오픈      | NH     | NH     | NH   | A      | 3R     | NTI   | NTI   | 0 / 1       | 2–1         | 67%         |
| 우한 오픈            | A      | NH     | NH   | NH     | NH     | 2R    |       | 0 / 1       | 0–1         | 0%          |
| 차이나 오픈          | A      | NH     | NH   | NH     | A      | 2R    |       | 0 / 1       | 0–1         | 0%          |
| 승–패                | 0–0    | 0–0    | 0–0  | 0–1    | 3–3    | 12–10 | 4–6   | 0 / 20      | 19–20       | 49%         |
| 경력 통계            |        |        |      |        |        |       |       |             |             |             |
|                      | 2019   | 2020   | 2021 | 2022   | 2023   | 2024  | 2025  | SR          | 승–패       | 승률        |
| 토너먼트             | 1      | 1      | 3    | 3      | 14     | 23    | 18    | 총 경력: 63 | 총 경력: 63 | 총 경력: 63 |
| 타이틀               | 0      | 0      | 0    | 0      | 0      | 1     | 1     | 총 경력: 2  | 총 경력: 2  | 총 경력: 2  |
| 결승전               | 0      | 0      | 0    | 0      | 0      | 1     | 1     | 총 경력: 2  | 총 경력: 2  | 총 경력: 2  |
| 총 승–패             | 0–1    | 0–1    | 2–3  | 1–3    | 16–14  | 45–22 | 24–17 | 2 / 56      | 88–61       | 59%         |
| 연말 랭킹            | 486    | 463    | 233  | 143    | 38     | 8     |       | $4,053,445  | $4,053,445  | $4,053,445  |

## WTA 투어 결승

### 단식: 2 (2 우승)
| 범례              |
| ----------------- |
| 그랜드 슬램 (0–0) |
| WTA 1000 (0–0)    |
| WTA 500 (1–0)     |
| WTA 250 (1–0)     |

| 표면별 결승  |
| ------------ |
| 하드 (2–0)   |
| 클레이 (0–0) |
| 잔디 (0–0)   |

| 세팅별 결승 |
| ----------- |
| 야외 (2–0)  |
| 실내 (0–0)  |

| 결과 | 승–패 | 날짜       | 토너먼트                          | 티어    | 표면 | 상대              | 점수          |
| ---- | ----- | ---------- | --------------------------------- | ------- | ---- | ----------------- | ------------- |
| 승   | 1–0   | 2024년 1월 | 호바트 인터내셔널, 오스트레일리아 | WTA 250 | 하드 | 엘리스 메르텐스   | 6–1, 4–6, 7–5 |
| 승   | 2–0   | 2025년 3월 | 메리다 오픈, 멕시코               | WTA 500 | 하드 | 에밀리아나 아랑고 | 6–0, 6–0      |

## WTA 챌린저 결승

### 단식: 2 (2 준우승)
| 결과 | 승–패 | 날짜       | 토너먼트              | 표면   | 상대            | 점수               |
| ---- | ----- | ---------- | --------------------- | ------ | --------------- | ------------------ |
| 패   | 0–1   | 2023년 7월 | 보스타드 오픈, 스웨덴 | 클레이 | 올가 다니로비치 | 6–7(4–7), 6–3, 3–6 |
| 패   | 0–2   | 2024년 5월 | 클라랭스 오픈, 프랑스 | 클레이 | 디아나 슈나이더 | 2–6, 6–3, 4–6      |

## ITF 서킷 결승

### 단식: 11 (7 우승, 4 준우승)
| 범례                    |
| ----------------------- |
| $100,000 토너먼트 (2–1) |
| $80,000 토너먼트 (1–0)  |
| $60,000 토너먼트 (2–3)  |
| $25,000 토너먼트 (2–0)  |

| 결과 | 승–패 | 날짜        | 토너먼트                     | 티어 | 표면   | 상대                | 점수            |
| ---- | ----- | ----------- | ---------------------------- | ---- | ------ | ------------------- | --------------- |
| 승   | 1–0   | 2021년 11월 | ITF 올랜도, 미국             | W25  | 클레이 | 앨리 키크           | 3–6, 6–2, 6–3   |
| 패   | 1–1   | 2022년 7월  | 암스텔베인 오픈, 네덜란드    | W60  | 클레이 | 시모나 발터트       | 6–7(10–12), 0–6 |
| 승   | 2–1   | 2022년 7월  | 리에파야 오픈, 라트비아      | W60  | 클레이 | 위안 웨             | 6–4, 6–4        |
| 패   | 2–2   | 2022년 9월  | 몽트뢰 레이디스 오픈, 스위스 | W60  | 클레이 | 타마라 코르파치     | 4–6, 1–6        |
| 승   | 3–2   | 2023년 1월  | ITF 네이플스, 미국           | W25  | 하드   | 페이턴 스턴스       | 6–3, 7–5        |
| 패   | 3–3   | 2023년 1월  | ITF 베로 비치, 미국          | W60  | 클레이 | 마리 베누아         | 2–6, 5–7        |
| 승   | 4–3   | 2023년 4월  | ITF 찰스턴 프로, 미국        | W100 | 클레이 | 페이턴 스턴스       | 2–6, 6–2, 7–5   |
| 승   | 5–3   | 2023년 4월  | 샬러츠빌 오픈, 미국          | W60  | 클레이 | 애슐린 크루거       | 6–4, 6–4        |
| 패   | 5–4   | 2023년 6월  | 일클리 트로피, 영국          | W100 | 잔디   | 미리암 비외르클룬드 | 4–6, 5–7        |
| 승   | 6–4   | 2023년 10월 | 타일러 프로 챌린지, 미국     | W80  | 하드   | 케일라 데이         | 6–3, 6–4        |
| 승   | 7–4   | 2023년 11월 | ITF 찰스턴 프로, 미국 (2)    | W100 | 클레이 | 판나 우드바르디     | 6–1, 6–1        |

### 복식: 1 (우승)
| \| 범례 \| \| ---------------------- \| \| $15,000 토너먼트 (1–0) \| |
| 범례                                                                 |
| $15,000 토너먼트 (1–0)                                               |

| 결과 | 날짜        | 토너먼트         | 티어   | 표면   | 파트너    | 상대                                  | 점수     |
| ---- | ----------- | ---------------- | ------ | ------ | --------- | ------------------------------------- | -------- |
| 승   | 2017년 10월 | ITF 찰스턴, 미국 | 15,000 | 클레이 | 클로이 벡 | 크세니야 쿠즈네초바 마리아 마르티네스 | 6–1, 6–4 |

## 주니어 그랜드 슬램 결승

### 단식: 1 (준우승)
| 결과 | 연도 | 토너먼트    | 표면   | 상대              | 점수     |
| ---- | ---- | ----------- | ------ | ----------------- | -------- |
| 패   | 2019 | 프랑스 오픈 | 클레이 | 레일라 페르난데스 | 3–6, 2–6 |

### 복식: 2 (1 우승, 1 준우승)
| 결과 | 연도 | 토너먼트            | 표면   | 파트너    | 상대                                  | 점수     |
| ---- | ---- | ------------------- | ------ | --------- | ------------------------------------- | -------- |
| 패   | 2019 | 오스트레일리아 오픈 | 하드   | 클로이 벡 | 아드리엔 너지 나쓰미 가와구치         | 4–6, 4–6 |
| 승   | 2019 | 프랑스 오픈         | 클레이 | 클로이 벡 | 알리나 차라에바 아나스타시야 티호노바 | 6–1, 6–2 |

## 톱 10 선수 상대 승리
- 나바로는 경기 당시 톱 10 랭킹에 들었던 선수들을 상대로 5승 10패(33%)를 기록했다.[68]

| 시즌 | 2022 | 2023 | 2024 | 2025 | 합계 |
| ---- | ---- | ---- | ---- | ---- | ---- |
| 승리 | 0    | 1    | 3    | 1    | 5    |
| 패배 | 1    | 0    | 8    | 1    | 10   |

| #    | 선수              | Rk | 대회                                | 표면 | 라운드 | 점수             | Rk | Ref |
| ---- | ----------------- | -- | ----------------------------------- | ---- | ------ | ---------------- | -- | --- |
| 2023 |                   |    |                                     |      |        |                  |    |     |
| 1    | 마리아 사카리     | 9  | 샌디에고, 미국                      | 하드 | QF     | 6–4, 0–6, 7–6(4) | 61 |     |
| 2024 |                   |    |                                     |      |        |                  |    |     |
| 2    | 아리나 사발렌카   | 2  | 인디언웰스, 미국                    | 하드 | 4R     | 6–3, 3–6, 6–2    | 23 |     |
| 3    | 코코 고프         | 2  | 윔블던, 영국                        | 잔디 | 4R     | 6–4, 6–3         | 17 |     |
| 4    | 코코 고프         | 3  | US 오픈, 미국                       | 하드 | 4R     | 6–3, 4–6, 6–3    | 12 |     |
| 2025 |                   |    |                                     |      |        |                  |    |     |
| 5.   | 다리아 카사트키나 | 10 | 오스트레일리아 오픈, 오스트레일리아 | 하드 | 4R     | 6–4, 5–7, 7–5    | 8  |     |

## 수상
2024년
- WTA 가장 발전한 선수[59]

## 내용주
1. 1 2  The first Premier 5 event of the year has switched back and forth between the Dubai Tennis Championships and the Qatar Ladies Open since 2009 until 2024. Dubai was classified as a Premier 5 event from 2009 to 2011 before being succeeded by Qatar for the 2012–2014 period. In 2015, Dubai regained its Premier 5 status while Qatar was demoted to Premier status. The two tournaments have since alternated status every year.
2. ↑  2018: WTA 랭킹–763.

1. 1 2 3